# Савельев, Николай Антонович
Никола́й Антонович Саве́льев (1 ноября 1866 — 24 мая 1934) — участник Русско-японской, Первой мировой и Гражданской войн на стороне Белого Движения, генерал-лейтенант.

## Биография
Родился 01 ноября 1866 года. Окончил военную гимназию в 1885 году, затем поступил в Виленское пехотное юнкерское училище, которое окончил по 2-му разряду в 1887 году и был выпущен в 101-й пехотный Пермский полк. Участник русско-японской войны 1904—1905 гг. В боях получил контузию. Произведён в чин подполковника (пр. 1906; ст. 13.08.1904; за боевые отличия), за период войны награждён двумя боевыми наградами. Проходил службу в 17-м Восточно-Сибирском стрелковом полку. В декабре 1910 года произведён в чин полковника. С 16 января 1914 года — в должности командира 18-го Сибирского стрелкового полка, во главе которого встретил начало Первой мировой войны. Произведён в чин генерал-майора 11.10.1914 года. За участие в Лодзинской операции был награждён Георгиевским оружием (ВП от 09.06.1915 г.) С 24.01.1916 назначен командиром бригады 13-й Сибирской стрелковой дивизии, а затем, 22.04.1917 года, назначен командиром 13-й Сибирской стрелковой дивизии. Был произведён в чин генерал-лейтенанта и с 09.09.1917 года — командир 49-го армейского корпуса (принял командование у генерала Люпова С. Н. После Октябрьской революции выехал в столицу Уральского казачества — г.Уральск (его супруга была уральской казачкой). После начала боевых действий с красными отрядами принял участие в борьбе на стороне Белого движения. С 25 октября 1918 г., был назначен председателем Войскового военного совета — особого органа при командующем Уральской армии. 6 ноября 1918 г. генерал Савельев награждается званием уральского казака. С 15 ноября 1918 г. по 7 апреля 1919 г. — в должности командующего Уральской отдельной армии.
С апреля 1919 года, передав командование армией ранее выбранному войсковому атаману генералу Толстову В. С., решившему сосредоточить в своих руках всю полноту административной и военной власти, генерал Савельев назначается командиром 1-го Уральского казачьего корпуса. В должности пробыл до начала июля 1919 года, после чего был освобожден от должности по причине болезни, передав командование Генерального штаба полковнику Изергину М. И., также являлся членом Уральского войскового правительства, помощником войскового атамана по военным вопросам. Участвовал в походе остатков частей Уральской армии. Переход проходил в тяжелейших условиях суровой зимы, в январе-марте 1920 года, при отсутствии достаточного количества питьевой воды, катастрофической нехватке продовольствия и медикаментов. Путь проходил вдоль восточного побережья Каспия в Форт-Александровский. После прихода в форт был эвакуирован на транспорте Каспийской флотилии ВСЮР на другой берег моря в Порт-Петровск.
После отхода частей в Читу — командир 1-го Забайкальского корпуса Дальневосточной (Белой) армии в период апрель-ноябрь 1920 года. Приказом атамана Семёнова Г. М. назначен командующим Дальневосточной (Белой) армией с 22.11.1920 (сменив на этом посту генерал-лейтенанта Вержбицкого Г. А.). При этом атаман Семёнов, в соответствии с последним приказом адмирала Колчака А. В., оставался Главкомом Вооружённых сил в Сибири. После разгрома Дальневосточной армии 11.1920 в Забайкалье и перехода границы у станции Маньчжурия (Китай), большая часть прежней Дальневосточной армии перешла через Маньчжурию по КВЖД в Приморье. В п. Гродеково прибыл и атаман Семёнов, оставаясь командующим частью «семёновцев» (1-й Забайкальский корпус) Дальневосточной армии, сосредоточенной в Гродеково. Совместно с Белоповстанческой армией генерала Молчанова В. М.(части 2-го и 3-го корпусов прежней Дальневосточной армии, которые тем же путём перешли в Приморье в район Уссурийск — Раздольное), часть «семёновских войск» генерала Глебова Ф. Л. 02.1921 приняла участие в боевых действиях против Красной армии, участвуя в походе и захвате г.Хабаровска. После поражения у Волочаевки (09.1921) и позднее в составе войск Земской рати генерала Дитерихса М. К. «семеновцы» были окончательно разгромлены (10.1922). С ноября 1922 генерал Савельев Н. А. в эмиграции в Китае. Умер в г.Харбин, 24 мая 1934 года.

## Награды
- Орден Святого Станислава 3-й степени
- Орден Святой Анны 3-й степени
- Орден Святого Станислава 2-й степени с мечами (1904)
- Орден Святого Владимира 4-й степени с мечами и бантом (1905)
- Орден Святой Анны 2-й степени (1909)
- Орден Святого Владимира 3-й степени (ВП 12.06.1914)
- Георгиевское оружие (ВП 09.06.1915)